# Gerald Taylor
Gerald Gisjiel Taylor Dosman (ur. 28 maja 2001 w Limón) – kostarykański piłkarz pochodzenia panamskiego występujący na pozycji prawego lub środkowego obrońcy, reprezentant Kostaryki, od 2024 roku zawodnik szkockiego Heart of Midlothian.
Jego matka pochodzi z Panamy, z prowincji Bocas del Toro. Jego bracia Randy Taylor i Samir Taylor również są piłkarzami.